# 20 años de vanguardia con sus conjuntos
20 años de vanguardia con sus conjuntos es un álbum de estudio por el bandoneonista de tango argentino Astor Piazzolla, grabado y editado en Argentina en 1964 por el sello Philips. En este álbum Piazzolla hizo una retrospectiva de su carrera, reorganizando la Orquesta Típica, la Orquesta de Cuerdas y el Octeto Buenos Aires, convocando donde fuera posible a los mismos músicos de entonces y utilizando los mismos arreglos. El álbum se completó con versiones del Quinteto y Trio.

## Historia
20 años de vanguardia con sus conjuntos se editó en 1964, y pese a que hace referencia a veinte años del inicio de la carrera de Astor Piazzolla, lo cierto es que «Inspiración» era de 1943. El álbum tuvo una producción costoza para la época, ya que para su grabación se involucró a muchos músicos, diferentes formatos, que a su vez se tenían que registrar de diferentes formas, por lo que tanto Philips como PolyGram fueron condescendientes con los deseos de Piazzolla, muestra que, en contra posición a lo que se sugiere, Piazzolla no era un artista de minorías, ya que los sellos discográficos estaban interesados en producir su trabajo. El álbum condensa una trayectoria personal, haciendo una línea de tiempo que va desde los orígenes hasta el presente, de la orquesta típica a la orquesta de cuerdas, y el Octeto Buenos Aires y Quinteto. Hay nuevos registros de «El recodo» y «Orgullo criollo» por una orquesta que reproducía la del 1946, y que está conformada por Piazzolla, Leopoldo Federico, Abelardo Alfonsín, y Ernesto Baffa en bandoneones, Atilio Stampone en piano, Hugo Baralis, Antonio Agri, Domingo Mancuso, Andrés Rivas y Carmelo Cavallaro en violines, Cayetano Giana en viola, José Bragato en violonchelo y Kicho Díaz en contrabajo. Para «Prepárense» e «Imperial», dos temas que había grabado en París, suprimió la fila de bandoneones, reservándose el papel concertante, cambió al pianista por Osvaldo Manzi y agregó cuatro violines, otra viola y otro violonchelo, además de la guitarra de Oscar López Ruiz, una pequeña transgresión con respecto al modelo parisino, destinado a reemplazar al arpa.
Se volvió reunir al Octeto Buenos Aires de 1955, aunque con Kicho Díaz en contrabajo, En la primera sección de «Lunfardo» acumularía, con glissandi del violín y guitarra eléctrica contra un ostinato del piano, más disonancias que en toda su carrera anterior. La última sección de «Tango ballet», que incorporaba la percusión -un metalofón-, tributa a la Música para percusión, cuerdas, y celesta de Béla Bartók, al igual que «Contemporáneo», donde también se incluían xilofón y efectos de percusión tocados por los instrumentos del grupo. En este tema, por otra parte, aparece una alusión al pie rítmico de chacarera que se une, en ese sentido, a los platillos y efectos percusivos de «Vayamos al diablo», donde a partir de la sucesión de compases de 3/4 y y de 3/8 logra una especie de malambo «imaginario». El último tema marca el final de un ciclo.

## Grabación
El álbum se grabó durante cinco jornadas que se extendieron desde agosto a principios de septiembre de 1964. La sección de orquesta de cuerdas con los temas «Prepárense» e «Imperial» se llevó a cabo el 13 de agosto. La parte correspondiente al Quinteto con los temas «Lunfardo», «Caliente» y «Contemporáneo» se registró el día 19 de agosto. Para la parte de la orquesta típica con las piezas «El recodo» y «Orgullo criollo» el registro se llevó a cabo el día 20 de agosto. El 24 de agosto solo se registró la parte correspondiente a Trio con el tema «Bandoneón, Guitarra y Bajo», el álbum se terminó de grabar el 3 de septiembre y cierra con la sección del Octeto Buenos Aires con la suite «Tango ballet».

## Lanzamiento y publicaciones
20 años de vanguardia con sus conjuntos se editó originalmente en 1964 por el sello Philips en Argentina y Uruguay. El sello lo reeditó en 1975 en Japón. Una reedición con portada diferente tuvo lugar en 1978 en Argentina por el sello Mercury. Las únicas reediciones en CD fueron realizadas por Philips y Universal Classics and Jazz en 1998 y 2021 respectivamente, en Japón.

## Lista de temas
Todas las canciones escritas y compuestas por Astor Piazzolla, excepto donde se indica. 
| Lado A |                                                  |          |  |
| N.º    | Título                                           | Duración |  |
| 1.     | «El Recodo» (Alejandro Junissi)                  | 2:30     |  |
| 2.     | «Orgullo Criollo» (Julio De Caro, Pedro Laurenz) | 3:10     |  |
| 3.     | «Preparense»                                     | 3:12     |  |
| 4.     | «Imperial»                                       | 2:33     |  |
| 5.     | «Bandoneón, Guitarra y Bajo»                     | 3:35     |  |
| 6.     | «Lunfardo»                                       | 4:20     |  |

| Lado B | |          |  |
| N.º    | Título | Duración |  |
| 7.     | «Tango ballet» (a) «Introducción - La Calle» 2:25 (b) «Encuentro - Cabaret» 4:57 (c) «Soledad - Calle Final 4:15» |          |  |
| 8.     | «Caliente» |          |  |
| 9.     | «Contempóraneo»                                                                                                   | 2:25     |  |

## Créditos
- «El recodo» y «Orgullo criollo»

Bandoneones – Abelardo Alfonsín, Astor Piazzolla, Ernesto Baffa, Leopoldo Federico

Violonchelo – José Bragato

Contrabajo – Kicho Díaz

Piano – Atilio Stampone

Violines – Andrés Rivas, Antonio Agri, Carmelo Cavallaro, Domingo Mancuso, Hugo Baralis
- «Prepárense» y «Imperial»

Bandoneón - Astor Piazzolla

Violonchelo – José Bragato, Oscar López Echeverría

Contrabajo – Kicho Díaz

Guitarra eléctrica – Oscar López Ruiz

Piano – Osvaldo Manzi

Viola – Cayetano Giana, Francisco Sammartino

Violines – Antonio Agri, Aquiles Aguilar, Claudio González, David Diaz, Domingo Mancuso, Hugo Baralis, José Niesow, Juan Schiaffino
- «Bandoneón, Guitarra y Bajo» y «Lunfardo»

Bandoneón – Astor Piazzolla

Contrabajo – Kicho Diaz

Guitarra eléctrica – Oscar Lopez Ruiz

Piano – Osvaldo Manzi

Violín – Antonio Agri
- «Tango ballet»

Bandoneón – Astor Piazzolla

Contrabajo – José Bragato, Oscar López Echeverría

Contrabajo – Kicho Diaz

Guitarra eléctrica – Oscar López Ruiz

Piano – Osvaldo Manzi

Viola – Cayetano Giana, Francisco Sammartino

Violines – Antonio Agri, Aquiles Aguilar, Claudio González, David Diaz, Domingo Mancuso, Hugo Baralis, José Niesow, Juan Schiaffino
- «Caliente» y «Contempóraneo»

Bandoneon – Astor Piazzolla

Contrabajo – Kicho Diaz

Guitarra eléctrica – Oscar López Ruiz

Piano – Osvaldo Manzi

Violín – Antonio Agri